# مسح بون الفلكي
مسح بون الفلكي (بالألمانية: Bonner Durchmusterung) هو مسح فلكي أجري في المرصد الفلكي لمدينة بون الألمانية بين عامي 1859 إلى 1903، ورسم على شكل فهرس للنجوم.

## المصنف
هو المصنف النجومي الذي يرمز له بحرفي BD, وتأخذ فيه الأجسام إلى اليمين من هذين الرمزين أعداد على سبيل المثال BD-16ْْْ 1591 ويعني النجم رقم 1591 الموجود في مصنف بونر وميله في الحيز من -16ْ حتى -17 ْ من مستوى الاستواء السماوي (هذا النجم هو الشعرى اليمانية), ونجم القطبية يرمز له بالرمز BD+88ْ 8.

## المصدر
- الموسوعة الفلكية